# Aspet (Haute-Garonne)
Aspet település Franciaországban, Haute-Garonne megyében. Lakosainak száma 914 fő (2022. január 1.). Aspet Soueich, Cabanac-Cazaux, Chein-Dessus, Encausse-les-Thermes, Estadens, Izaut-de-l’Hôtel, Milhas és Sengouagnet községekkel határos.

## Népesség
A település népességének változása:
| Lakosok száma | 1186 | 962  | 986  | 942  | 961  | 913  | 879  | 874  | 888  | 914  |
|               | 1968 | 1982 | 1990 | 2006 | 2013 | 2015 | 2017 | 2019 | 2020 | 2022 |